# États indiens par locuteurs bengali
Voici une liste des États Indiens et des territoires de l'Union dont une proportion significative de la population est composée de locuteurs bengali (ne figurent ici que les États et les territoires de l'Union considérés dont plus de 1 % de la population totale parlent le bengali).

## 2011
| État ou territoire      | Locuteurs bengali | Pourcentage de la population |
| ----------------------- | ----------------- | ---------------------------- |
| Bengale occidental      | 78 698 852        | 86,22 %                      |
| Tripura                 | 2 414 774         | 65,73 %                      |
| Assam                   | 9 024 324         | 28,92 %                      |
| Îles Andaman-et-Nicobar | 108 432           | 28,49 %                      |
| Mizoram                 | 107 840           | 9,83,%                       |
| Jharkhand               | 3 213 423         | 9,73 %                       |
| Meghalaya               | 232 525           | 7,84 %                       |
| Arunachal Pradesh       | 100 579           | 7,27 %                       |
| Nagaland                | 74 753            | 3,78 %                       |
| Daman et Diu            | 5 232             | 2,15 %                       |
| Uttarakhand             | 150 933           | 1,50 %                       |
| Delhi                   | 215 960           | 1,29 %                       |
| Odisha                  | 504 570           | 1,20 %                       |
| Sikkim                  | 6 986             | 1,14 %                       |
| Manipur                 | 30 611            | 1,07%                        |
| Chhattisgarh            | 243 597           | 0,95 %                       |
| Dadra et Nagar Haveli   | 3 116             | 0,91 %                       |
| Bihar                   | 810 771           | 0,78 %                       |
| Chandigarh              | 6 236             | 0,59 %                       |
| Goa                     | 7 099             | 0,49 %                       |
| Maharashtra             | 442 090           | 0,39 %                       |
| Haryana                 | 70 948            | 0,28 %                       |
| Lakshadweep             | 1 509             | 0,22 %                       |
| Madhya Pradesh          | 109 185           | 0,15 %                       |
| Jammu-et-Cachemire      | 19 830            | 0,16 %                       |
| Karnataka               | 87 963            | 0,14 %                       |
| Gujarat                 | 79 648            | 0,13 %                       |
| Pondichéry              | 1 509             | 0,12 %                       |
| Uttar Pradesh           | 241 007           | 0,12 %                       |
| Rajasthan               | 81 658            | 0,12 %                       |
| Pendjab                 | 27 030            | 0,10 %                       |
| Himachal Pradesh        | 6 214             | 0,09 %                       |
| Kerala                  | 29 061            | 0,09 %                       |
| Andhra Pradesh          | 57 804            | 0,07 %                       |
| Tamil Nadu              | 22 969            | 0,03 %                       |
| Inde                    |                   | 8,03 %                       |

## 2001
| États / Territoires de l'Union | Pourcentage de la population parlant le bengali |
| ------------------------------ | ----------------------------------------------- |
| Bengale occidental             | 85,34 %                                         |
| Tripura                        | 67,35 %                                         |
| Assam                          | 27,91 %                                         |
| Îles Andaman-et-Nicobar        | 25,95 %                                         |
| Jharkhand                      | 9,69 %                                          |
| Arunachal Pradesh              | 9,4 %                                           |
| Mizoram                        | 9,18 %                                          |
| Meghalaya                      | 8,04 %                                          |
| Nagaland                       | 3,26 %                                          |
| Delhi                          | 1,51 %                                          |
| Uttarakhand                    | 1,45 %                                          |
| Orissa                         | 1,34 %                                          |
| Manipur                        | 1,3 %                                           |
| Sikkim                         | 1,18 %                                          |
| Daman et Diu                   | 1,16 %                                          |
| Chhattisgarh                   | 1 %                                             |
| Total de l'Inde                | 8,2 %                                           |